# El Pi-Proposta per les Illes
El Pi-Proposta per les Illes (en español: «El Pino-Propuesta por las Islas») es un partido político español de ámbito balear fundado en 2012 tras la fusión de Liga Regionalista de las Islas Baleares, Convergència per les Illes, Unió Menorquina y Nou Partit d'Eivissa.
Actualmente, Tolo Gili es presidente del partido. Xisca Mora y Jaume Monserrat son los vicepresidentes por Mallorca; Lucía Ribas y Antoni Bosch lo son respectivamente por Ibiza y Menorca. Completan el equipo de Gili, Magdalena Vives como tesorera y Rafel Ballester como coordinador general.

## Ideología
El Pi pretende buscar el diálogo político y la moderación, rechazando lo que considera dogmatismo y posturas políticas, definiendo sus valores como centristas y autonomistas. Al tiempo que defiende la Constitución española y el Estatuto de Autonomía de Baleares, el partido también pretende promover la lengua, la cultura y las tradiciones de las islas, así como sus recursos naturales. El Pi se define como «balearista y con tendencia al centrismo». Aunque acepta la necesidad de reducir eventualmente los déficits del gasto público, el Pi ha emitido un comunicado crítico sobre la intención anunciada por el Gobierno balear de aumentar nuevos impuestos. Las raíces regionalistas y nacionalistas del partido, y su continuo énfasis en promover la autonomía balear y la lengua catalana como «insignia de identidad ineludible de nuestra comunidad», lo sitúan dentro del ámbito del nacionalismo catalán moderado en las Islas Baleares.

## Historia
En marzo de 2011 se creó Convergència per les Illes, presidido por Josep Melià y con una base ideológica similar a un partido de centro derecha liberal y regionalista balear.
Por otro lado, en febrero de 2011 también, se crea la Liga Regionalista de las Islas Baleares, fundada por el exconsejero de Medio Ambiente del Gobierno balear del Partido Popular y exalcalde de La Puebla Jaume Font Barceló.
De cara a las elecciones autonómicas, municipales y a los Consejos Insulares de 2011 ambos partidos se presentaron por separado, pero en junio de 2012 se anunció un proceso de confluencia con la Liga Regionalista de las Islas Baleares, Convergència per les Illes, Es Nou Partit d’Eivissa y Unió Menorquina. Dicho partido finalmente se llamó Proposta per les Illes Balears y fue presentado el 2 de noviembre de 2012. También se unió a la formación el partido local Sud Unificat de la Colònia, de Colonia de San Jorge, en Las Salinas.
En las Elecciones al Parlamento Europeo de 2019 forma parte de Coalición por una Europa Solidaria  compuesta por el Partido Nacionalista Vasco (PNV), Coalición Canaria (CC), Units per Avançar, Compromiso por Galicia (CG), y Demòcrates Valencians (DV)

## Resultados electorales

### Parlamento de las Islas Baleares
| Elecciones | Escaños | ±           | Posición | Votos  | %     | Gobierno           | Candidato   |
| ---------- | ------- | ----------- | -------- | ------ | ----- | ------------------ | ----------- |
| 2015       | 3/59    |             | 5ª       | 34.060 | 7,96% | Oposición          | Jaume Font  |
| 2019       | 3/59    | Sin cambios | 7ª       | 31.348 | 7,33% | Oposición          | Jaume Font  |
| 2023       | 0/59    | 3           | 6ª       | 16.927 | 3,79% | Extraparlamentario | Josep Melià |

### Congreso de los Diputados
| Elecciones | Escaños | Posición | Votos  | %     | Candidato     |
| ---------- | ------- | -------- | ------ | ----- | ------------- |
| 2015       | 0/8     | 6ª       | 12.910 | 2,67% | Jaume Font    |
| Abr.-2019  | 0/8     | 7ª       | 11.692 | 2,25% | Joan Miralles |